# Spearman
Spearman è un centro abitato degli Stati Uniti d'America situato nella contea di Hansford (di cui è capoluogo) dello Stato del Texas.
La popolazione era di 3.368 persone al censimento del 2010.

## Geografia fisica
Spearman è situata a 36°11′40″N 101°11′39″W (36.194450, -101.194048). Secondo lo United States Census Bureau, ha un'area totale di 2,1 miglia quadrate (5,4 km²).

## Società

### Evoluzione demografica
Secondo il censimento del 2010 c'erano 3.368 persone, 1.137 nuclei familiari e 817 famiglie residenti nella città. The population increased approximately il 11% di the 2000 Census count of 3,021. La densità di popolazione era di 1.445,0 persone per miglio quadrato (558,1/km²). C'erano 1.278 unità abitative a una densità media di 611,3 per miglio quadrato (236,1/km²). La composizione etnica della città era formata dal 49,2% di bianchi, lo 0,4% di afroamericani, lo 0,1% di nativi americani, lo 0,4% di asiatici, e 1% di due o più etnie. Ispanici o latinos di qualunque razza erano il 48,9% della popolazione.
C'erano 1.137 nuclei familiari di cui il 36,0% aveva figli di età inferiore ai 18 anni, il 61,8% aveva coppie sposate conviventi, il 6,9% aveva un capofamiglia femmina senza marito, e il 28,1% erano non-famiglie. Il 26,1% di tutti i nuclei familiari erano individuali e il 14,0% aveva componenti con un'età di 65 anni o più che vivevano da soli. Il numero di componenti medio di un nucleo familiare era di 2,58 e quello di una famiglia era di 3,14.
La popolazione era composta dal 28,8% di persone sotto i 18 anni, il 6,8% di persone dai 18 ai 24 anni, il 25,8% di persone dai 25 ai 44 anni, il 21,9% di persone dai 45 ai 64 anni, e il 16,7% di persone di 65 anni o più. L'età media era di 37 anni. Per ogni 100 femmine c'erano 91,7 maschi. Per ogni 100 femmine dai 18 anni in giù, c'erano 89,6 maschi.
A partire dal 2009, il reddito medio per una famiglia nella città era di 48.021 dollari, e quello di una famiglia era di 52.085 dollari. Il reddito medio pro-capite era 17.314 dollari. Circa il 12,5% delle famiglie e il 18,0% della popolazione erano sotto la soglia di povertà, incluso il 24,6% di persone sotto i 18 anni e il 18,6% di persone di 65 anni o più.